# Jeffries Bluff
Das Jeffries Bluff ist eine vereiste Landspitze an der Lassiter-Küste des Palmerlands auf der Antarktischen Halbinsel. Sie bildet den südlichen Ausläufer der Kemp-Halbinsel und markiert die nordöstliche Begrenzung der Einfahrt zum Mossman Inlet.
Teilnehmer der United States Antarctic Service Expedition (1939–1941) fotografierten sie im Dezember 1940 aus der Luft. Wissenschaftler der Ronne Antarctic Research Expedition (1947–1948) nahmen in Zusammenarbeit mit dem Falkland Islands Dependencies Survey im November 1947 Vermessungen vor Ort vornahm. Weitere Luftaufnahmen entstanden zwischen 1965 und 1967 durch die United States Navy. Das UK Antarctic Place-Names Committee benannte sie 1981 nach Margaret Elsa Deacon (geborene Jeffries, 1903–1966), die in den 1930er Jahren dem Stab der britischen Discovery Investigations angehört hatte.